# 沃纳·迈克尔·布卢门撒尔

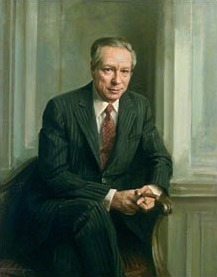
沃纳·迈克尔·布卢门撒尔

沃纳·迈克尔·布卢门撒尔（Werner Michael Blumenthal，1926年1月3日—），第64任美国财政部长，德国柏林犹太博物馆馆长。

## 生平
1926年出生于柏林一个犹太人家庭。纳粹德国时期他家庭的财产被没收，父亲被送到布痕瓦尔德集中营关押了两个月。1939年一家流亡到上海隔都。
1947年，布卢门撒尔前往美国。在学习了经济学之后。他先后在公司和政府就职。1976年，他成为美国政府财政部长。从1980年开始，他领导一家美国计算机公司。1997年他成为柏林犹太博物馆的馆长。
截至2015年，布卢门撒尔曾經8次回到上海探望兒時居住地。